# Te quiero (poema de Mario Benedetti)
Te quiero es un poema de Mario Benedetti, incluido por primera vez en Poemas de otros (1974). Está escrito para la persona amada, y trata de transmitir el amor entre una pareja comprometida que trabaja conjuntamente y que, gracias a esa relación enriquecedora, consigue ser más efectivo. Cuando por la calle caminan codo a codo, "somos mucho más que dos". También se puede interpretar que está escrito para el "pueblo". Este poema se concibió en tiempos de la dictadura uruguaya, donde, por expresar ciertas ideas se detenía, encarcelaba, torturaba e incluso se desaparecía a las personas.
El poema cuenta con nueve estrofas y cada una está compuesta por cuatro versos octosílabos, por lo que entra en la clasificación de verso de arte menor.

## Canción
Benedetti estuvo exiliado entre 1973 y 1983. En ese intervalo, el poema fue musicado y grabado en 1976 por los argentinos Alberto Favero y Nacha Guevara, respectivamente. Musicalizado por la gran exponente de la música afroperuana Susana Baca, en su disco Lamento negro.[cita requerida]
El tema fue versionado también en 2002 en el reality show La Academia por la cantante mexicana María Inés Guerra.